# Vera Klimovich
Vera Aleksandrovna Klimovich (Wit-Russisch: Вера Александровна Климович) (Minsk, 29 april 1988) is een Wit-Russisch volleybalster. Ze speelt als middenaanvaller.

## Sportieve successen

### Club
Wit-Russisch kampioenschap:
- 2007
- 2005, 2006, 2009
- 2008

Azerbeidzjaans kampioenschap:
- 2010, 2012

CEV Challenge Cup:
- 2012
- 2011

italiaans kampioenschap:
- 2015

Finse Beker:
- 2017

Fins kampioenschap:
- 2017

Israëlisch kampioenschap:
- 2019
- 2021

### Nationaal team
Europese League:
- 2019